# العلاقات السنغالية اليمنية
العلاقات السنغالية اليمنية هي العلاقات الثنائية التي تجمع بين السنغال واليمن.

## مقارنة بين البلدين
هذه مقارنة عامة ومرجعية للدولتين:
| وجه المقارنة                                              | السنغال                                              | اليمن         |
| --------------------------------------------------------- | ---------------------------------------------------- | ------------- |
| المساحة (كم2)                                             | 196.72 ألف                                           | 555.00 ألف    |
| عدد السكان (نسمة)                                         | 15.85 مليون                                          | 28.25 مليون   |
| الكثافة السكانية (ن./كم²)                                 | 80.57                                                | 50.9          |
| العاصمة                                                   | داكار                                                | صنعاء، عدن    |
| اللغة الرسمية                                             | لغة فرنسية، اللغة الولوفية، باديارا ‏، اللغة البلنتية | اللغة العربية |
| العملة                                                    | فرنك غرب أفريقي                                      | ريال يمني     |
| الناتج المحلي الإجمالي (بليون دولار)                      | 16.37 مليار                                          | 18.21 مليار   |
| الناتج المحلي الإجمالي (تعادل القوة الشرائية) بليون دولار | 36.62 مليار                                          | 75.69 مليار   |
| الناتج المحلي الإجمالي الاسمي للفرد دولار أمريكي          | 899                                                  | 1.41 ألف      |
| الناتج المحلي الإجمالي للفرد دولار أمريكي                 | 2.33 ألف                                             |               |
| مؤشر التنمية البشرية                                      | 0.466                                                | 0.498         |
| رمز المكالمات الدولي                                      | +221                                                 | +967          |
| رمز الإنترنت                                              | .sn                                                  | .ye           |
| المنطقة الزمنية                                           | 00                                                   | ت ع م+03:00   |

## منظمات دولية مشتركة
يشترك البلدان في عضوية مجموعة من المنظمات الدولية، منها:
| علم المنظمة | اسم المنظمة                                                | تاريخ انضمام السنغال | تاريخ انضمام اليمن |
| ----------- | ---------------------------------------------------------- | -------------------- | ------------------ |
|             | يونسكو                                                     | 10 نوفمبر 1960       | 2 أبريل 1962       |
|             | مؤسسة التمويل الدولية                                      | 31 أغسطس 1962        | 22 مايو 1970       |
|             | المركز الدولي لتسوية المنازعات الاستشارية                  | 21 مايو 1967         | 20 نوفمبر 2004     |
|             | منظمة التعاون الإسلامي                                     | ?                    | ?                  |
|             | منظمة حظر الأسلحة الكيميائية                               | ?                    | ?                  |
|             | مؤسسة التنمية الدولية                                      | 31 أغسطس 1962        | 22 مايو 1970       |
|             | وكالة ضمان الاستثمار متعدد الأطراف                         | 12 أبريل 1988        | 12 مارس 1996       |
|             | الاتحاد البريدي العالمي                                    | ?                    | ?                  |
|             | الاتحاد الدولي للاتصالات                                   | 15 نوفمبر 1960       | 1931               |
|             | منظمة الشرطة الجنائية الدولية                              | ?                    | ?                  |
|             | الأمم المتحدة                                              | 28 سبتمبر 1960       | 30 سبتمبر 1947     |
|             | البنك الدولي للإنشاء والتعمير                              | 31 أغسطس 1962        | 3 أكتوبر 1969      |
|             | العملية المشتركة للاتحاد الأفريقي والأمم المتحدة في دارفور | ?                    | ?                  |

## وصلات خارجية
- موقع وزارة الخارجية السنغالية